# Marketing mobilny
Marketing mobilny może odnosić się do dwóch form komunikacji marketingowej. Pierwszy najbardziej nowoczesny i bardziej istotny to marketing wykonywany za pośrednictwem urządzenia mobilnego, np. telefonu komórkowego. Drugi bardziej tradycyjny to marketing za pomocą przekazów ruchomych, na przykład jeżdżące billboardy, pokazy drogowe.

## Zarys historyczny
Marketing mobilny w ujęciu nowoczesnym pojawił się na rynku wraz z upowszechnieniem się SMS-ów na samym początku pierwszej dekady XXI wieku. Na początku upowszechnienie się marketingu mobilnego było widoczne w Europie i w Azji. Po raz pierwszy firmy zaczęły zbierać numery telefonów, na które następnie były wysyłane treści marketingowe, zarówno te pożądane, jak i nie. SMS stał się kanałem komunikacji wypierającym coraz bardziej z rynku e-mailing, jak i inne tradycyjne formy marketingu. Aby zapanować nad rozwijającym się kanałem, który coraz częściej był wykorzystywany w niewłaściwy sposób powstały dwie organizacje (Interactive Advertising Bureau – IAB, Mobile Marketing Association – MMA) mające na celu stworzenie wytycznych do dalszego rozwoju tematu, jak i ewangelizację rynku z podstaw dotyczących tego narzędzia.
Obecnie w większości krajów w Europie wysyłanie SMS-a do użytkownika musi być poprzedzone wcześniejszym udzieleniem zgody na otrzymywanie treści marketingowych od konkretnej firmy. W Polsce powołany został Generalny Inspektor Ochrony Danych Osobowych (od 25 maja 2018 r. Prezes Urzędu Ochrony Danych Osobowych), który we współpracy z URTiP a obecnie UKE (Urząd Komunikacji Elektronicznej) dba o cywilizowany rozwój mobilnego marketingu.
Mobilny marketing do Stanów Zjednoczonych dotarł z około dwuletnim opóźnieniem. Pierwsza zarejestrowana kampania miała miejsce w roku 2002. Obecnie szacuje się, że w samej tylko Europie wysyłanych jest około 100 milionów SMS-ów reklamowych miesięcznie. Coraz częściej reklamodawcy stosują też opcje abonamentowe. Wymagane jest jednak umożliwienie abonentowi w każdym momencie przerwanie subskrypcji.

## Cechy marketingu mobilnego
- zawsze i wszędzie bardzo osobisty, spersonalizowany przekaz
- precyzyjne i natychmiastowe dotarcie do grupy docelowej
- łatwa, dynamiczna i elastyczna interakcja z odbiorcą
- wysoki poziom skuteczności
- wskaźnik nowoczesności i otwartości firmy
- wymierność – precyzyjne monitorowanie kampanii, budowa bazy

## Narzędzia marketingu mobilnego
- SMS – ten rodzaj marketingu mobilnego cieszy się najwyższą popularnością[1]
- MMS
- WAP
- infolinie IVR
- voicemailing
- nośniki reklamowe z funkcją Bluetooth
- kody 2D
- zaawansowane mkupony
- mobilne płatności
- zaawansowane aplikacje Java, widżety
- rozpoznawanie obrazów
- nawigacja online
- advergaming
- videostreaming
- portale mobilne
- mobilny marketing wirusowy
- SMS MT

## Marketing mobilny via MMS
MMS marketing może się składać z pokazów slajdów, zdjęć, tekstu, audio oraz wideo. Ten kontent mobilny jest dostarczany za pomocą MMS. Obecnie prawie każdy telefon wyposażony w kolorowy wyświetlacz jest zdolny do przesyłania MMS-ów. Istotnym ograniczeniem tego kanału jest wielkość wiadomości MMS. Obecnie standard pozwala na przesyłanie wiadomości o wielkości max 300 kB a przeciętne zdjęcie wykonane aparatem 2 Mpx to już 200–300 kB. Jakkolwiek większość aparatów jest w stanie przekonwertować te zdjęcia do formatu MMS to ograniczenie to znacząco zmniejsza użyteczność rozwiązania.

## Kody 2D
Pomysł wykorzystania kodów 2D (dataMatrix, QR Code) pojawił się w Azji. Następnie przywędrował do Europy. Zaaprobowanym standardem przez wszystkich znaczących operatorów telekomunikacyjnych w Polsce został dataMatrix w oparciu o infrastrukturę firmy MobileTag. Zasada działania takiego kodu jest następująca: użytkownik musi posiadać aparat telefoniczny z wbudowanym aparatem cyfrowym. Następnie musi mieć zainstalowaną aplikację do sczytywania kodów. Aplikacja dostępna jest pod ogólnodostępnym bezpłatnym numerem telefonu. Wystarczy wysłać na ten numer SMS-a o treści „Fotokody” aby otrzymać zwrotnego WAP-Pusha z aplikacją do instalacji. Po poprawnej instalacji (nie na wszystkie modele telefonów aplikacja jest jeszcze dostępna) możemy przystąpić do sczytywania kodów. Należy najechać na wydrukowany kod (bądź na ekranie) i sczytać kod, a następnie wyrazić zgodę na połączenie telefonu z internetem. Aparat automatycznie pobierze treści dostępne pod tym kodem na konkretny model telefonu.